# Константин (линейный корабль)
«Константин» — 74-пушечный парусный линейный корабль Балтийского флота Российской империи. Был заложен 16 (28) декабря 1835 года на Охтенской верфи Санкт-Петербурга, спущен на воду 24 августа (5 сентября) 1837 года.

## Конструкция
Корабль «Константин» был одним из трёх кораблей типа «Фершампенуаз». Эти корабли были более крупными, чем те, что строились в Архангельске. Кроме того они отличались круглой формой кормы и имели хорошие мореходные качества. Несмотря на то, что официально все корабли этого типа считались 74-пушечными, фактически они имели до 82 орудий.

## История службы
С 1839 по 1847 год корабль в составе эскадр ходил в практические плавания в Балтийское море и Финский залив. В 1848—1850 годах принимал участие в экспедиции Балтийского флота в датские воды. С 28 июля по 30 августа 1849, находясь в составе второй дивизии контр-адмирала З. З. Балка, ходил в крейсерства в районе острова Готланд, а 15 июня 1850 пришёл к острову Мён. 1 июля корабль перешёл в пролив Малый Бельт. До 11 июля «Константин» находился на Зондербургском рейде, после чего вместе с дивизией вернулся в Кронштадт.
В 1852—1854 годах в Кронштадтском доке он был тимберован и оборудован паровой машиной мощностью 450 л. с. Руководство этими работами осуществлял А. Х. Шаунбург. Корпус корабля был удлинён, было установлено четыре котла, артиллерия усилена.
После тимберовки водоизмещение корабля составило 3697 тонн, а главные размерения — 65,3×16,2×5,9×6,8 м. Со своей новой оснасткой корабль мог развивать скорость до 10,5 узлов. Артиллерия была представлена 72 орудиями, в числе которых были 24-, 36- и 60-фунтовые пушки. Экипаж переоборудованного корабля составил 950 человек.
21 мая 1854 года «Константин» был выведен из дока. В 1856 на корабле перевозились войска из Свеаборга в Кронштадт, а с 1857 по 1860 год он находился в плаваниях в Финском заливе с отрядом паровых судов.
8 февраля 1864 корабль «Константин» был исключён из списков судов Балтийского Флота.

## Командиры
Командирами корабля служили:
- 1838—1842 — В. Ф. Бологовский[3]
- 1843—1848 — Н. Б. Никонов
- 1849—1850 — В. Ф. Попов
- 1854—30.08.1855 — капитан 1-го ранга Е. А. Беренс
- 1856 — П. В. Соловцов
- 1857—1860 — П. Н. Бессарабский